# دیمین ویلکینز
دیمین ویلکینز (انگلیسی: Damien Wilkins؛ زادهٔ ۱۱ ژانویهٔ ۱۹۸۰) بازیکن بسکتبال اهل ایالات متحده آمریکا است.
از باشگاه‌هایی که در آن بازی کرده‌است می‌توان به آتلانتا هاوکس، مینه‌سوتا تیمبرولوز، سیاتل سوپرسانیکس، اکلاهما سیتی تاندر، فیلادلفیا سونتی‌سیکسرز، و دیترویت پیستونز اشاره کرد.
وی در مسابقات کشوری و بین‌المللی در مجموع برندهٔ ۱ مدال برنز شده‌است.